# Boronia purdieana
Boronia purdieana är en vinruteväxtart. Boronia purdieana ingår i släktet Boronia och familjen vinruteväxter.

## Underarter
Arten delas in i följande underarter:
- B. p. calcicola
- B. p. purdieana